# Samuela Comola
Samuela Comola (Aosta, 30 aprile 1998) è una biatleta italiana.

## Biografia
Ha fatto parte della squadra italiana ai Giochi olimpici giovanili di Lillehammer 2016, dove ha vinto la medaglia di bronzo nella staffetta mista con Irene Lardschneider, Cedric Christille e Patrick Braunhofer. Ha esordito in Coppa del Mondo il 27 novembre 2021 a Östersund (64ª nell'individuale) e ai Giochi olimpici invernali a Pechino 2022 (57ª nella sprint, 37ª nell'inseguimento, 5ª nella staffetta). Il 3 marzo 2022 a Kontiolahti ha ottenuto il primo podio in Coppa del Mondo (3ª in staffetta con Dorothea Wierer, Federica Sanfilippo e Lisa Vittozzi); ai Mondiali di Oberhof 2023 ha conquistato la medaglia d'oro nella staffetta con Dorothea Wierer, Hannah Auchentaller e Lisa Vittozzi ed è stata 46ª nella sprint, 42ª nell'inseguimento, 10ª nella partenza in linea e 4ª nell'individuale, a quelli di Nové Město na Moravě 2024 si è classificata 37ª nella sprint, 23ª nell'inseguimento, 21ª nell'individuale e 11ª nella staffetta e a a quelli di Lenzerheide 2025 si è piazzata 15ª nell'individuale e 7ª nella staffetta.

## Palmarès

### Mondiali
- 1 medaglia:
  - 1 oro (staffetta a Oberhof 2023)

### Giochi olimpici giovanili
- 1 medaglia:
  - 1 bronzo (staffetta mista a Lillehammer 2016)

### Mondiali giovanili
- 3 medaglie:
  - 3 bronzi (sprint, inseguimento, staffetta a Brezno-Osrblie 2017)

### Coppa del Mondo
- Miglior piazzamento in classifica generale: 30ª nel 2025
- 3 podi (a squadre):
  - 3 terzi posti